# 1733 год в литературе

## События
- 20 февраля — анонимно публикуется первая эпистола поэмы Александра Поупа «Очерк о человеке»[1].
- 29 марта — опубликована вторая эпистола поэмы Поупа «Очерк о человеке»[1].
- 5 ноября — американский журналист Джон Зенгер начал выпуск «New York Weekly Journal».
- Май — Вольтер познакомился с маркизой Эмили дю Шатле, которая стала его музой и вдохновительницей.
- 8 мая — опубликована третья эпистола поэмы Поупа «Очерк о человеке»[1].
- Осень — Лоренс Стерн, английский писатель, принят в колледж Иисуса в Кэмбридже[2].
- Октябрь — Чарльз Маклин дебютирует в театре Друри-Лейн в спектакле «Офицер-вербовщик[англ.]»[3].

## Книги
- Опубликована «Жизнь великого Дон-Кихота Ламанчского и толстого Санчо Пансы» (Vida do Grande D. Quichote de La Mancha e do Gordo Sancho Panza) Антониу Жозе да Силва.
- Франческо Альгаротти издал пересказ ньютоновского учения.
- Опубликована книга «Английская болезнь» Джорджа Чейни.

## Пьесы
- «The Miser» Генри Филдинга

## Родились
- 15 февраля — Адриен-Мишель-Гиацинт Блен де Сенмор, французский писатель, поэт, драматург (ум. 1807).
- 20 февраля — Луи Пуансине де Сиври, французский писатель (ум. 1804).
- 23 февраля — Александр Иванович Фомин, русский книготорговец (ум. 1802).
- 17 марта — Карстен Нибур, немецкий учёный, путешественник, автор книг о природе, истории и экономике арабского мира (ум. 1815).
- 18 марта — Кристоф Фридрих Николаи, немецкий писатель, журналист, критик и издатель (ум. 1811).
- 28 мая — Корнелиус Герман фон Айренгоф, австрийский драматург (ум. 1819).
- 12 июня — Алессандро Лонги, венецианский живописец, издал книгу жизнеописаний венецианских художников XVIII века с портретами-гравюрами (ум. 1813).
- 2 августа — Михаил Михайлович Щербатов, русский публицист (ум. 1790).
- 17 августа — Франц Тотт, инженер и писатель (ум. 1797).
- 23 августа — Жан-Франсуа Дюси, французский драматург и поэт (ум. 1816).
- 5 сентября — Христоф Мартин Виланд, немецкий поэт и прозаик, издатель журнала «Германский Меркурий» (нем. Der Deutsche Merkur), первого в Германии литературно-художественного периодического издания (ум. 1813).
- 26 сентября — Исаак Бикерстафф, ирландский драматург и либреттист (ум. 1812).
- 20 октября — Адам Станислав Нарушевич, польский епископ, поэт, автор «Истории польского народа» (ум. 1796).
- 21 октября — Иоганн-Кристоф Раше, немецкий нумизмат и писатель (ум. 1805).
- 26 октября — Георг Генрих фон Беренхорст, немецкий военный историк, писатель (ум. 1814).
- 5 ноября — Михаил Матвеевич Херасков, русский поэт, писатель и драматург (ум. 1807).
- 24 ноября — Франсуа-Луи Эшерни, швейцарский писатель (ум. 1815).
- 6 декабря — Ги-Жан-Батист Тарже, французский писатель (ум. 1806).
- 7 декабря — Жак де Катюэлан, французский переводчик (ум. после 1790).
- 12 декабря — Кристиан Фридрих Шван, немецкий издатель и книготорговец (ум. 1815).
- 28 декабря — Карло Антонио Пилати, итальянский юрист, историк, писатель-публицист, философ (ум. 1802).

дата неизвестна
- Дмитрий Сергеевич Аничков, русский философ-просветитель, публицист, автор учебников (ум. 1788).
- Антон Антонович Тейльс, русский библиотекарь, поэт, переводчик.
- Роберт Ллойд[англ.] — английский поэт и сатирик (ум. 1764)[4].

## Скончались
- 21 января — Бернард де Мандевиль, английский философ, сатирический писатель (род. 1670).
- 5 марта — Ежи Дембский, польский иезуит, духовный писатель (род. 1668).
- 13 марта — Шарлотта Аиссе, французская писательница (род. ок. 1693).
- 14 апреля — Ипполито Дезидери, итальянский иезуитский миссионер в Тибете, успешно изучивший тибетский язык и культуру, автор сочинений с описанием Тибета
- 3 мая — Ян Аст, нижнелужицкий писатель, переводчик и собиратель нижнелужицкого песенного фольклора (род. 1655).
- 23 июня — Иоганн Яков Шейхцер, швейцарский естествоиспытатель, автор трёхтомника «Описание естественной истории Швейцарии» (род. 1672).
- 12 июля — Маркиза де Ламбер, французская писательница и хозяйка парижского литературного салона (род. 1647).
- 16 августа — Мэтью Тиндал, английский мыслитель, писатель (род. 1655).
- 22 октября — Ноэль-Этиен Санадон, французский поэт и переводчик (род. 1676).

дата неизвестна
- Питер Ван дер Аа, голландский издатель, известный подготовкой карт и атласов, печатал пиратские издания иностранных бестселлеров и иллюстрировал тома (род. 1659).
- Даниил Викулин, русский духовный писатель, один из соавторов «Поморских ответов» (род. 1653).
- Джон Перри, английский капитан, писатель, оставивший заметки о России.
- Джон Дантон[англ.], английский книготорговец и писатель, основатель и редактор еженедельного журнала «Афинский Меркурий», первого периодического издания в Англии (род. 1659)[5][6].